# Jabal Umm al Dami
El Jabal Umm al Dami (en árabe, جبل أم الدامي) es la montaña más alta de Jordania con 1854 m, según la SRTM. Se encuetra situada al sur del país, junto a la frontera con Arabia Saudí.